# Agerskov Sogn

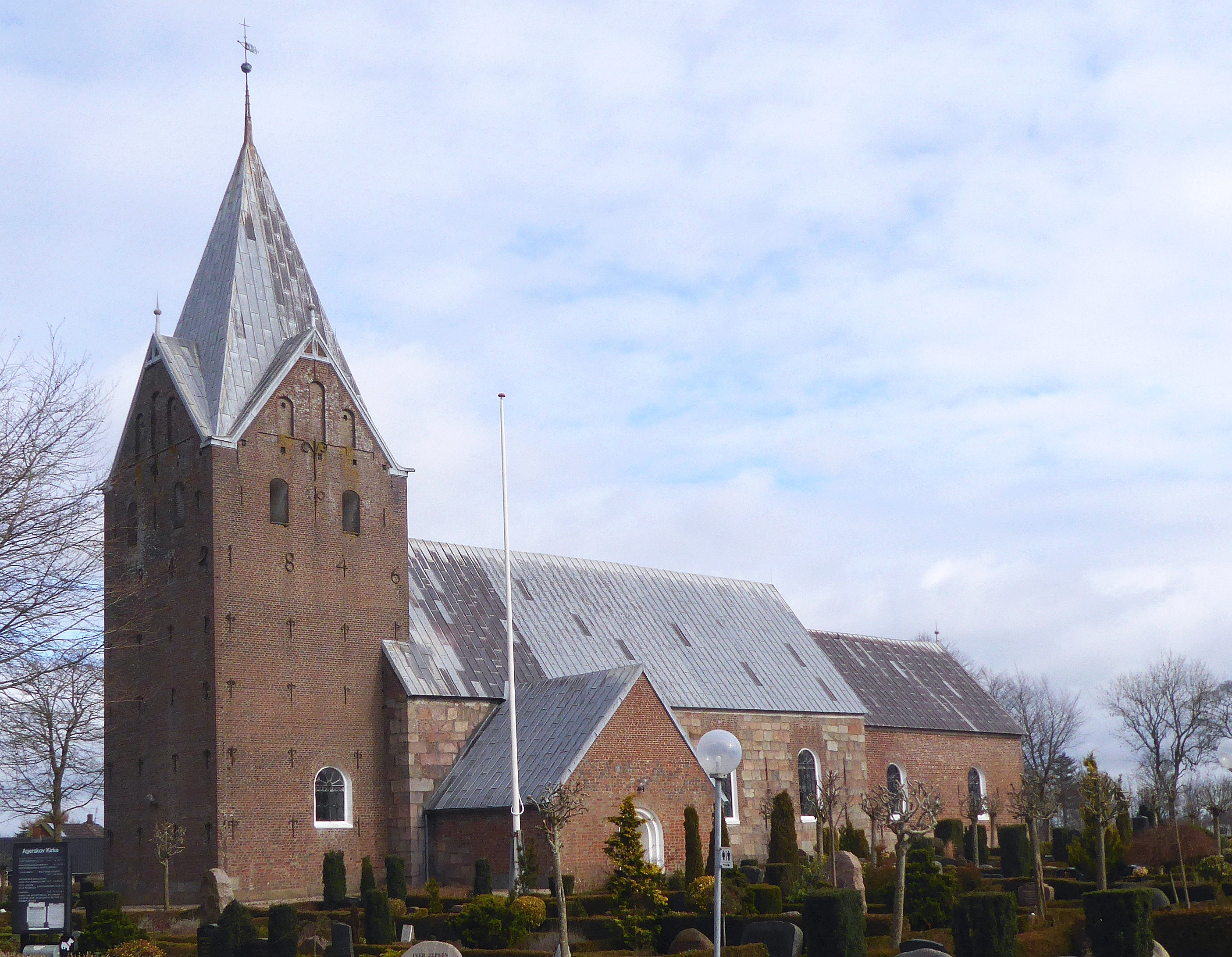
Agerskov Kirke erbaut und umgebaut von 1200 bis 1846, heute Kommune Tønder (2020)

Agerskov Sogn (deutsch Aggerschau) ist eine Kirchspielsgemeinde in Nordschleswig im südlichen Dänemark. Das Kirchspiel gehörte bis 1970 zur Nørre Rangstrup Herred im damaligen Amt Hadersleben. Mit der Auflösung der Hardenstruktur wurde das Kirchspiel in die Kommune Nørre-Rangstrup im 1970 neu gegründeten Sønderjyllands Amt aufgenommen, die Kommune wiederum ging mit der Kommunalreform zum 1. Januar 2007 mit anderen Kommunen in der neu gegründeten Kommune Tondern auf, die zur Region Syddanmark gehört.
In der Kirchspielsgemeinde wohnen (Stand 1. Januar 2023) 2130 Einwohner, davon leben 1209 in der Ortschaft Agerskov.